# 巴奇納
49°27′42″N 23°2′6″E / 49.46167°N 23.03500°E
巴奇納（烏克蘭語：Бачина），是烏克蘭西部的村莊，隸屬利維夫州的桑比爾區。該村面積1.68平方公里，海拔高度339米，2001年人口366，人口密度每平方公里218人。